# リピドーム

出芽酵母の成長の各段階での定量的リピドーム

リピドーム(lipidome)は、細胞中の脂質の総体である。脂質は、タンパク質、糖、核酸とともに、生体の4つの主要成分の1つである。リピドームという言葉は、脂質（リピッド）とオーミクスを合わせた言葉であり、この研究分野をリピドミクスという。質量分析法とバイオインフォマティクス等を用いて研究される。細胞のリピドームは、細胞膜リピドームと媒介リピドームに細分される。
最初に発表された細胞のリピドームは、2010年、マウスのマクロファージのものであった。出芽酵母のリピドームは、約95%が同定された。ヒトのリピドームは、進行中である。研究により、個人のリピドームにより、食品中の脂質と関連する癌、特に乳癌のリスクを示せることが明らかとなった。

## 関連文献
- Mutch DM, Fauconnot L, Grigorov M, Fay LB (2006). “Putting the 'Ome' in lipid metabolism”. Biotechnol Annu Rev 12:  67–84. doi:10.1016/S1387-2656(06)12003-7. PMID 17045192.
- van der Meer-Janssen YP, van Galen J, Batenburg JJ, Helms JB (January 2010). “Lipids in host-pathogen interactions: pathogens exploit the complexity of the host cell lipidome”. Prog. Lipid Res. 49 (1):  1–26. doi:10.1016/j.plipres.2009.07.003. PMID 19638285.
- Gaspar ML, Aregullin MA, Jesch SA, Nunez LR, Villa-García M, Henry SA (March 2007). “The emergence of yeast lipidomics”. Biochim. Biophys. Acta 1771 (3):  241–54. doi:10.1016/j.bbalip.2006.06.011. PMID 16920401.